# نغوين كونغ ثانه
نغوين كونغ ثانه (بالفيتنامية: Nguyễn Công Thành)‏ هو لاعب كرة قدم فيتنامي في مركز الهجوم، ولد في 5 أكتوبر 1997 في محافظة دون تاب في فيتنام. لعب مع Dong Thap FC ‏.

## وصلات خارجية
- نغوين كونغ ثانه على موقع قاعدة بيانات كرة القدم.إي يو (الإنجليزية)
- نغوين كونغ ثانه على موقع Soccerway.com (الإنجليزية)